# Edith Michellová
Edith Michellová (rozená Tapsellová), anglicky plným jménem Edith Mary Ann Michell (née Tapsell) (přibližně 1872, Croydon, Surrey – 18. října 1951, Bexhill-on-Sea, Sussex) byla anglická šachová mistryně.
Na začátku své kariéry dvakrát vyhrála mistrovství Redhill Chess Clubu v letech 1906 a 1909. Obsadila 4. místo v roce 1924 v Meranu na neoficiálním ženském mistrovství Evropy v šachu. Třikrát zvítězila v britském ženském šachovém mistrovství (1931 společně, 1932, 1935). Na ženském superturnaji v Semmeringu skončila společně s Reginou Gerleckou a Maud Flandinovou na pátém až osmém místě.
Celkem dvakrát se zúčastnila turnaje o mistryni světa v šachu žen, kde obsadila jednou dělené a jednou samostatné čtvrté místo.
Jejím manželem byl šachista Reginald Pryce Michell.

## Výsledky na MS v šachu žen
| Rok  | Turnaj                           | Místo      | Výsledek | Pořadí |
| 1927 | 1. mistrovství světa v šachu žen | Londýn     | +5 −4 =2 | 4.–5.  |
| 1933 | 4. mistrovství světa v šachu žen | Folkestone | +7 −5 =2 | 4.     |